# Like a Dragon Gaiden: The Man Who Erased His Name
Like a Dragon Gaiden: The Man Who Erased His Name — пригодницький бойовик, розроблений командою Ryu Ga Gotoku Studio та виданий компанією Sega. Це спіноф, події якого продовжують фінал Yakuza 6: The Song of Life, а потім зливаються із сюжетною лінією Yakuza: Like a Dragon, але з точки зору Кірію Казуми. The Man Who Erased His Name випустили на PlayStation 4, PlayStation 5, Windows, Xbox One і Xbox Series у листопаді 2023 року спочатку лише з японським озвученням, тоді як англійський дубляж як безкоштовне оновлення додали у грудні того ж року.

## Ігровий процес
Повертаючись до жанру пригодницького бойовика, The Man Who Erased His Name використовує класичні для цієї серії бойові механіки побий усіх. Гравці управляють протагоністом попередніх ігор серії Кірію Казумою, пригоди якого привели його в Со́тенборі, вигаданий район Осаки.
Кірію доступно два бойових стилі: «Якудзи» і «Агента». Стиль «Якудзи» повністю складається з бойових прийомів вже відомих гравцям по попереднім тайтлам серії, тоді як стиль «Агента» передбачає використання високотехнологічних ґаджетів, як от сигарета, що вибухає при попаданні у велике скупчення ворогів; рій дронів, що нападає на ворогів і відволікає їх під час сутички; армований дріт, що дозволяє притягувати до себе або зв'язувати супротивників; та черевики, завдяки яким Кірію пересувається на полі бою зі збільшеною швидкістю.
Традиційно для серії, в The Man Who Erased His Name представлений широкий асортимент міні-ігор, всього яких тут шістнадцять: класичні аркадні ігри Sega (Fighting Vipers 2 (1998), Motor Raid (1997), Racing Classic 2 (1998), Sonic The Fighters (1996), Virtua Fighter 2 (1994)), кран-машина, більярд, кабаре-клуб, дартс, гольф, колізей, маджонґ, караоке, кой-кой, ойчо-кабу, кишенькові перегони, блекджек, покер, шьоґі, Sega Master System.

## Сюжет

### Сетинг
Like a Dragon Gaiden: The Man Who Erased His Name розгортається після подій Yakuza 6: The Song of Life та охоплює період до, під час і після Yakuza: Like a Dragon, прокладаючи шлях до Like a Dragon: Infinite Wealth. Після фіналу Yakuza 6 Казума Кірію (Такая Курода) інсценує власну смерть і зникає, аби захистити своїх прийомних дітей. Він укладає угоду з фракцією Дайдоджі, стаючи їхнім агентом під кодовим ім’ям «Джорю». Проте, коли одна з його місій іде шкереберть, Кірію опиняється втягнутим у новий конфлікт.

## Розробка
Ідея розробки Like a Dragon Gaiden: The Man Who Erased His Name виникла під час роботи над Like a Dragon: Infinite Wealth. Директор Ryu Ga Gotoku Studio Масайоші Йокояма запропонував детальніше розкрити передісторію Кірію Казуми між подіями Yakuza 6 і наступним тайтлом серії, а не обмежуватися лише короткою інтерлюдією для Infinite Wealth. Спочатку розглядалася ідея створити цей проєкт у форматі завантажувального контенту, але згодом він перетворився на повноцінну гру. Розробка гри велася паралельно з Infinite Wealth та Like a Dragon: Ishin! і роботу над нею завершили всього за шість місяців.
The Man Who Erased His Name було анонсовано у вересні 2022 року під час прямої трансляції щорічного RGG Studio's Summit, де також представили дебютний кінематографічний трейлер. Йокояма пояснив, що ця гра буде коротшою за основні частини серії та її тривалість оцінюється приблизно в 10—20 годин.

## Оцінки і відгуки
| Агрегатор  | Оцінка                             |
| ---------- | ---------------------------------- |
| Metacritic | ПК: 78/100 PS5: 78/100 XSXS:79/100 |

| Видання        | Оцінка |
| -------------- | ------ |
| Destructoid    | 8/10   |
| Digital Trends | 3/5    |
| Game Informer  | 8/10   |
| GameSpot       | 8/10   |
| GamesRadar+    | 3/5    |
| IGN            | 7/10   |
| PC Gamer (США) | 7/10   |
| RPGFan         | 7,2/10 |
| Shacknews      | 9/10   |

Like a Dragon Gaiden: The Man Who Erased His Name отримала «загалом позитивний» рейтинг на агрегаторі рецензій Metacritic, набравши 78 балів за версію на PlayStation 5, 79 бали на Xbox Series та 78 балів на Microsoft Windows.
Критики залишилися задоволеними поверненням боївки в жанрі побий усіх та її оновленням в порівнянні з старшими тайтлами серії. На думку Майкла Хіґама з GameSpot: «[...]динамічні сутички в реальному часі повертаються, проте Gaiden не просто повторює стару бойову систему. Новий бойовий стиль Агента додає свіжих фарб у битви, озброюючи Кірію гаджетами в дусі Джеймса Бонда, які вдало доповнюють його майстерність у рукопашному бою[...] З погляду бойової системи, Gaiden пропонує більше інструментів, які не тільки цікаво випробовувати, а й органічно вплітати у свою тактику під час складних сутичок». За словами Трістіана Оґілві з IGN: «Gaiden навряд чи можна назвати грою з найрізноманітнішою бойовою системою в серії, проте за рівнем динаміки вона точно входить у число найкращих».
Рецензенти хвалили сюжетну складову, високо оцінивши емоційний фінал цієї гри. Лексі Ладді з Sharcknews вважає, що «гра розкриває, чим займався Кірію після подій Yakuza 6 та під час Yakuza: Like a Dragon, водночас глибше розвиваючи його характер, виходячи за межі того, що ми бачили майже за два десятиліття серії. Like a Dragon Gaiden може бути коротшою за середню гру серії — лише п’ять глав замість звичних дванадцяти з лишком, але вона дає вкрай важливий погляд на наслідки постійної самопожертви Кірію та те, як вони вплинули на людину у сірому костюмі». За словами Філа Саведжа з PC Gamer: «Найсильніша сторона Gaiden у тому, що вона змусила мене переглянути фінал Yakuza 6, який колись здавався незавершеним, і побачити в ньому правильний вибір. Адже Кірію — це більше, ніж просто камео у чужій історії, і йому ще є що сказати. Пронизлива, болісна розв’язка цієї глави його життя не лише залишає потужний емоційний слід, а й вперше за довгий час змушує з нетерпінням чекати, які нові трюки підготував цей старий пес».

### Продажі
Версія для PlayStation 5 розійшлася в Японії тиражем 63 319 фізичних копій протягом першого тижня після релізу, що зробило її другою найбільш продаваною роздрібною грою тижня в країні. Версія для PlayStation 4 розійшлася в Японії тиражем 60 134 фізичні одиниці протягом того ж тижня, що зробило її третьою найбільш продаваною роздрібною грою тижня.